# 肖恩·簡寧斯
肖恩·簡寧斯（英語：Shane Jennings；1991年7月8日—）是一位已經退役的愛爾蘭橄欖球運動員。他是愛爾蘭國家橄欖球隊的一員，代表愛爾蘭參加了2011年世界盃橄欖球賽。